# مركز الملك عبد الله المالي
مركز الملك عبد الله المالي «كافد» (KAFD) يقع في مدينة الرياض، وهو من أكبر مشاريعها القائمة، والوحيد من نوعه في الشرق الأوسط حيث ستصبح الرياض عاصمة الشرق الأوسط الاقتصادية، ويوجد عدة قطاعات في المركز كما يوجد أكثر من 59 ناطحة سحاب، تبلغ مساحة المركز 1.6 ملايين متر مربع، ويقع شمال مدينة الرياض، وسيكون بمقدور مركز الملك عبد الله المالي استيعاب الكثير من الموظفين ذوي التأهيل العالي من العاملين في القطاعات المالية والقطاعات ذات العلاقة، وستضم المقار الرئيسية لهيئة السوق المالية، والسوق المالية، والبنوك، والمؤسسات المالية، إضافة إلى مكاتب مؤسسات الخدمات الأخرى مثل المحاسبين، القانونيين، والمحامين، والمحللين والمستشارين الماليين، وهيئات التصنيف، ومقدمي الخدمات التقنية.
يضع مركز الملك عبد الله المالي أسسا تطويرية مناسبة لطموحات الأجيال القادمة، والتي ستضمن استمرارية الدور القيادي للمملكة العربية السعودية بوصفها صاحبة الاقتصاد والمركز المالي الأكبر في المنطقة، كما سيضم مركز الملك عبد الله المالي جامع وعدد من المساجد مهيأة بشكل يوفر للساكنين والمرتادين جوا من الراحة واليسر لتأدية عباداتهم، وستكون الأكاديمية المالية التي ستنشأ في مركز الملك عبد الله المالي مؤسسة تعليمية رائدة تعنى بالتخصصات المالية وتقدم دورات تدريبية للعاملين في القطاعات المالية أو الراغبين للعمل فيها مستقبلا، مما سيكفل تعزيز مهاراتهم وتطوير الإمكانات المتاحة لديهم.

## معرض الصور

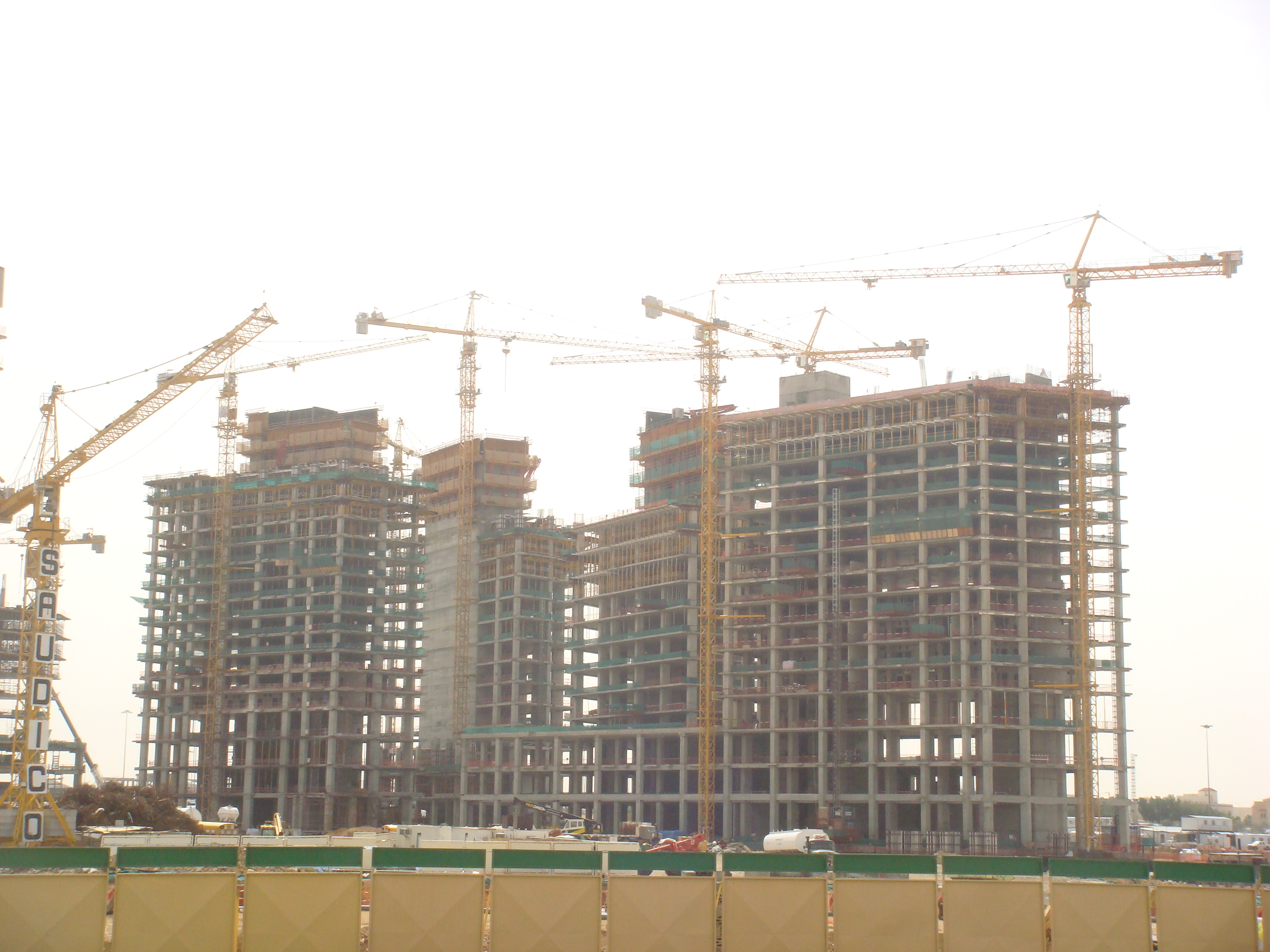
مركز الملك عبد الله المالي 2010
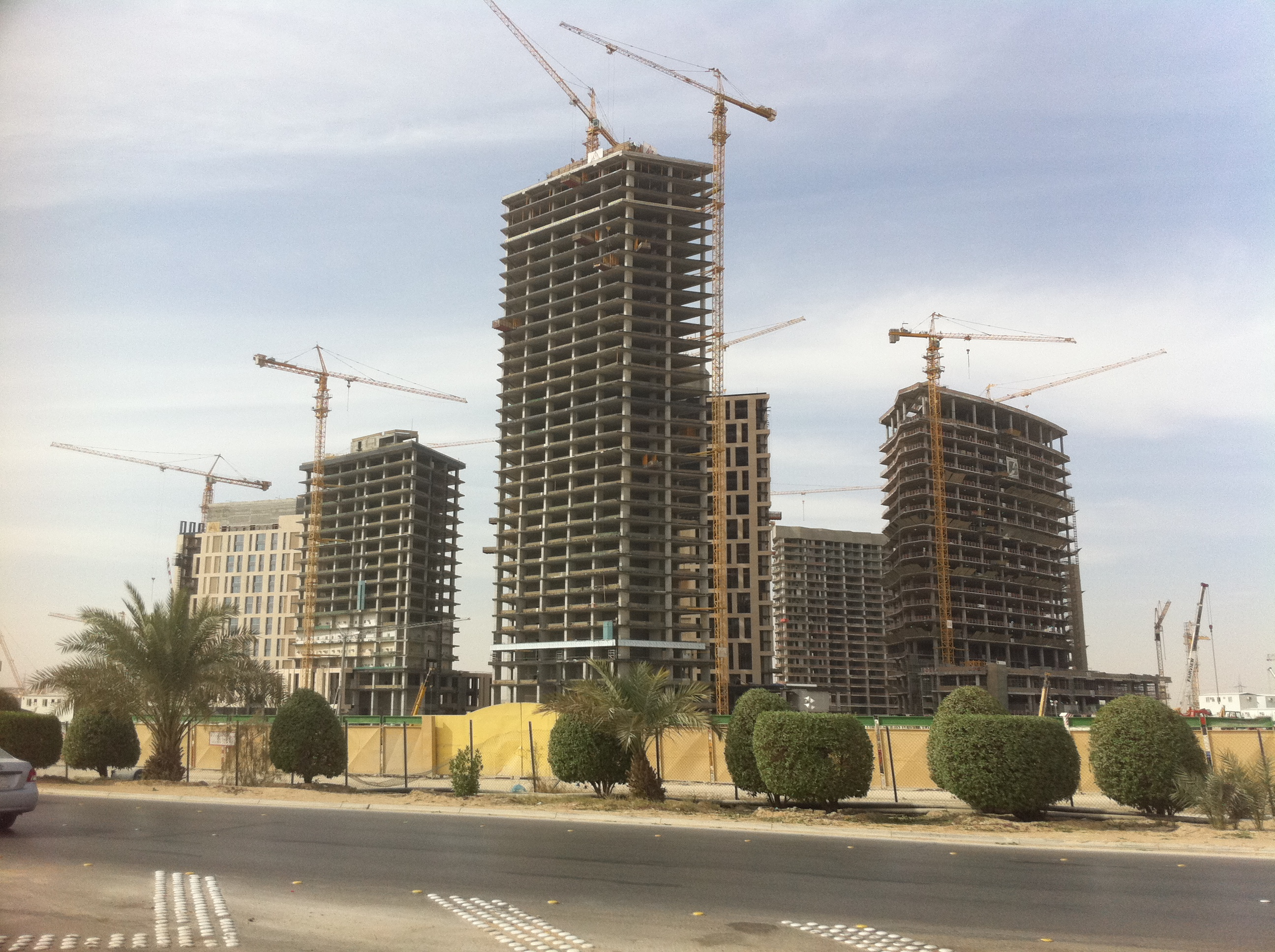
مركز الملك عبد الله المالي 2010
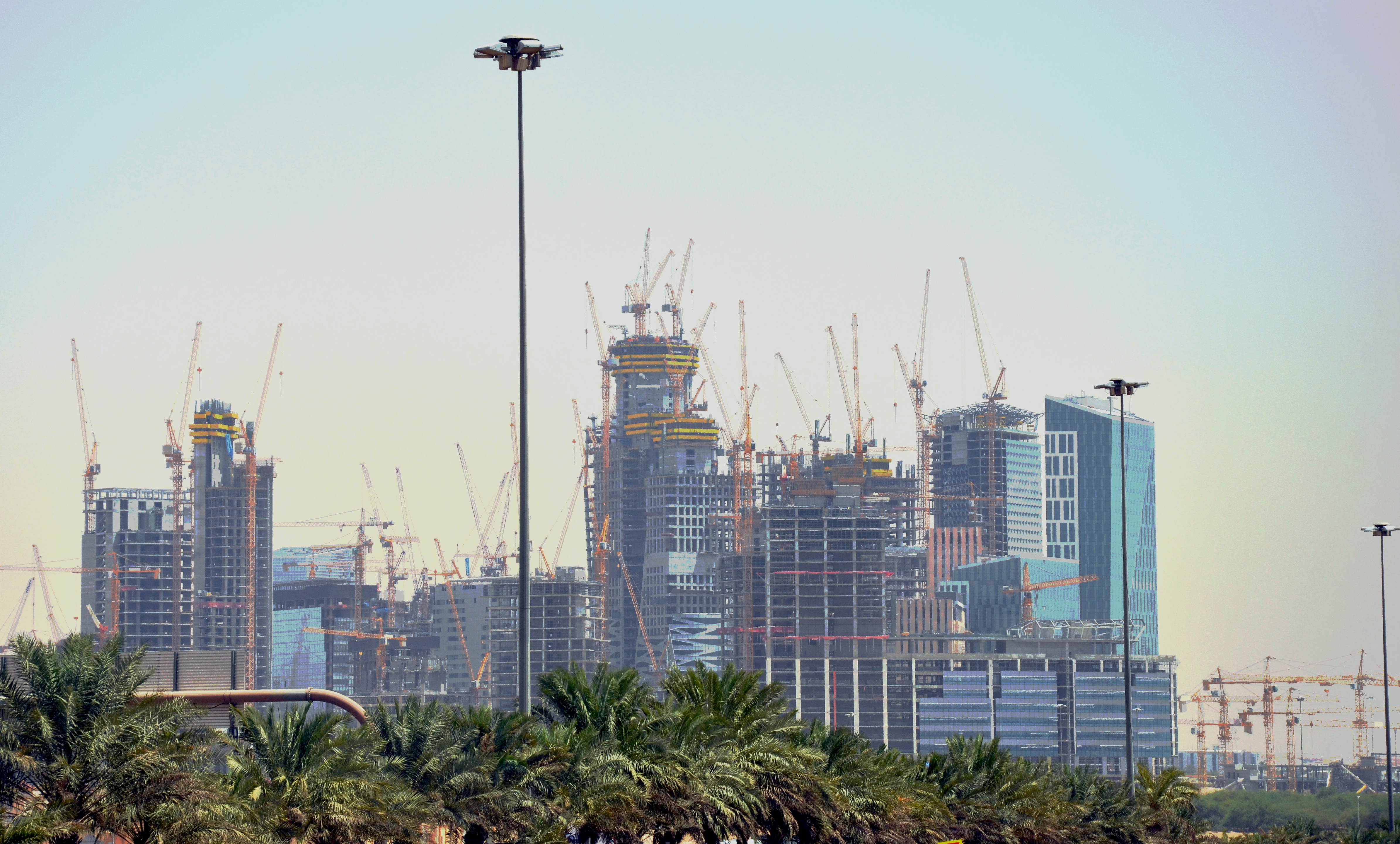
مركز الملك عبد الله المالي 2012
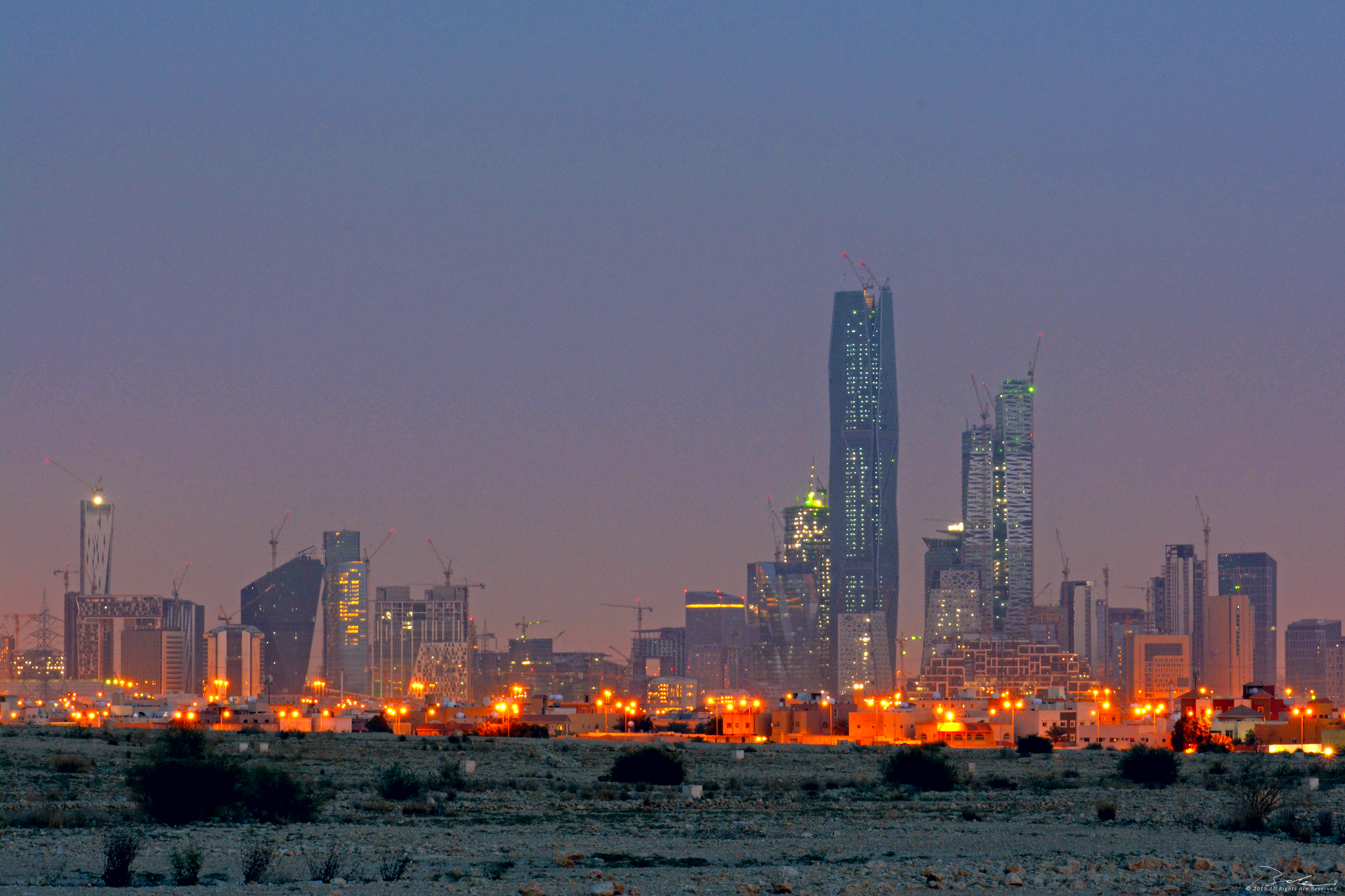
مركز الملك عبد الله المالي 2021
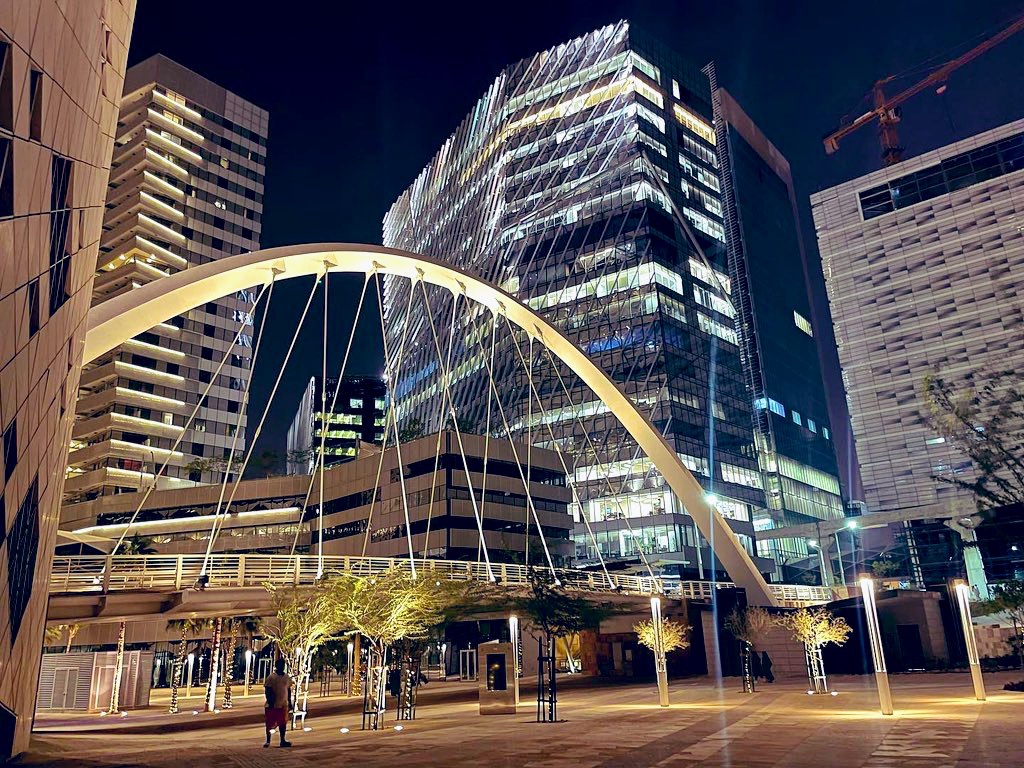
جسر في منطقة الوادي بمركز الملك عبد الله المالي 2023